# Pro Wrestling Noah
Pro Wrestling Noah (プロレスリングノア Puroresuringu Noa) – japońska federacja wrestlingu założona w 2000 roku przez Mitsuharu Misawę, który odszedł z AJPW.
13 czerwca 2009 roku poprzez obrażenia odniesione podczas walki o pas GHC Tag Team Championship w Hiroszimie zginął Mitsuharu Misawa.
Na początku 2015 roku Jado, czołowy booker NJPW przeszedł do Noah.
W styczniu 2020 roku firma została zakupiona przez CyberAgent, spółkę macierzystą DDT Pro-Wrestling, a kierownictwo DDT przejęło operacje Noah, a treści Noah pojawiły się w serwisie streamingowym DDT Wrestle Universe.

## Mistrzostwa

### Obecni mistrzowie
| Mistrzostwo                                  | Obecny mistrz | Obecny mistrz                              | Panowanie | Data zdobycia         | Dni panowania | Notki                                                                 | Źródło |
| -------------------------------------------- | ------------- | ------------------------------------------ | --------- | --------------------- | ------------- | --------------------------------------------------------------------- | ------ |
| GHC Heavyweight Championship                 |               | Kenta                                      | 2         | 20 lipca 2025(dts)    | 1             | Pokonał Kenoha na New Departure 2025.                                 | [ 5 ]  |
| GHC National Championship                    |               | Galeno                                     | 1         | 11 kwietnia 2025(dts) | 101           | Pokonał Tetsuyę Endo w walce o zwakowany tytuł na Sunny Voyage 2025.  | [ 5 ]  |
| GHC Junior Heavyweight Championship          |               | Yo-Hey                                     | 1         | 3 maja 2025(dts)      | 79            | Pokonał Eitę na Memorial Voyage in Kokugikan.                         | [ 5 ]  |
| GHC Hardcore Championship                    |               | Hayata                                     | 1         | 30 czerwca 2024(dts)  | 386           | Pokonał Shujiego Ishikawę na Wrestle Magic.                           | [ 5 ]  |
| GHC Tag Team Championship                    |               | Ratel's (Manabu Soya i Daiki Inaba)        | 1 (1, 2)  | 3 czerwca 2025(dts)   | 48            | Pokonali Kenoha i Ulkę Sasakiego na Star Navigation 2025.             | [ 5 ]  |
| GHC Junior Heavyweight Tag Team Championship |               | Los Golpeadores (Alpha Wolf i Dragon Bane) | 2         | 3 maja 2025(dts)      | 79            | Pokonali Amakusę i Juntę Miyawakiego na Memorial Voyage in Kokugikan. | [ 5 ]  |
| GHC Women’s Championship                     |               | Takumi Iroha                               | 1         | 2 czerwca 2025(dts)   | 49            | Pokonała Kouki Amarei na NOAH Monday Magic.                           | [ 5 ]  |

- GHC to skrót od Global Honored Crown.

## Turnieje
- Global League Tournament (od 2010)
- Global Tag League (od 2008)
- Global Junior Heavyweight League (2009, 2015)
- NTV G+ Cup Junior Heavyweight Tag League (od 2007)